# Antonio Chocano
Antonio Chocano Battes (ur. 7 marca 1913 w Gwatemali, zm. 16 maja 2009 tamże) – gwatemalski szermierz. Reprezentant kraju podczas igrzysk olimpijskich w Helsinkach, uczestniczył w turnieju indywidualnym szpadzistów, w którym odpadł w pierwszej rundzie.